# 佐伯亮 (俳優)
佐伯 亮（さえき りょう、1995年10月10日 - ）は、日本の俳優・モデル。
広島県出身。株式会社IMILIMI所属。

## 経歴
- 2009年、第22回ジュノン・スーパーボーイ・コンテストでファイナリスト13人に選出された[3]。
- 2010年、雑誌『nicola』のメンズモデルとしてデビューし、2014年に同誌を卒業[4][5]。
- 2011年、ドラマ『法医学教室の事件ファイル32』に出演、俳優としての活動を開始。テレビドラマや舞台などに出演する。
- 2015年1月、サンミュージック若手俳優ユニット『SUNPLUS』所属となる。
- 2018年、日本大学芸術学部映画学科演技コースを卒業[6]。同期には俳優の井之脇海がいる。
- 2023年2月末をもって「SUNPLUS」から卒業。サンミュージックを退所。
- 2023年3月より元サンミュージック安達祐実の個人事務所株式会社IMILIMIに所属。安達に続く２人目の所属俳優となった
- 2024年1月26日、役者であり構成作家の秋山皓郎と共に演劇ユニット『劇団7枠13番 』を結成。

## 人物
- 18歳までは広島で暮らしていた[7]。
- 趣味は、絵(似顔絵・漫画)、ピアノ[1]、UFOキャッチャー[7]。
- 特技は、サッカー[1]、バレーボール[7]。
- 大学ではマジック研究会というサークルに所属している。2014年秋の大学の文化祭では、サークルメンバーとともにディアボロ(中国駒)を披露したが、失敗してしまった[7]。
- 幼稚園の頃の夢は「小説家」、小学生の頃の夢は「教師」。大学進学の際には、教育学部に進学するかどうか迷ったが、他の学部に進学した[8]。

## 出演

### バラエティ

#### 過去の出演
- 今夜はアリエナイト（2013年7月、フジテレビ） - 「赤執事 青執事 黄執事」赤執事 役
- 短歌de胸キュン（2015年2月、NHK Eテレ）
- 痛快TV スカッとジャパン（2015年4月・8月、フジテレビ） - 「胸キュンスカッと」影山飛也 役
- ハァハァ 耳キュン男子（2015年8月、日本テレビ）
- さしめし（2016年4月22日、LINE LIVE） - SUNPLUS として出演
- 行列のできる法律相談所（2016年11月20日、日本テレビ）-大倉忠義（再現VTR） 役
- NHK高校講座「ベーシック英語」（2016年4月-2017年3月、NHKEテレ） - レギュラー
- 猫のひたいほどワイド（2016年4月 - 2017年3月、テレビ神奈川） - レギュラー(木曜リポーター)
- あざとくて何が悪いの？ (2021年1月30日、テレビ朝日系列 ) - 「あざとい女性は幸せになれるのか？」 エイト 役

### テレビドラマ
- 土曜ワイド劇場 法医学教室の事件ファイル32（2011年1月、テレビ朝日）
- 高校入試（2012年10月、フジテレビ）
- カスペ!「独占！昭和芸能界の真実 アイドル発掘王・相澤秀禎〜泣いて笑った人生最後の10日間〜」（2013年12月、フジテレビ）
- プレミアムドラマ そこをなんとか2 最終話（2014年9月、NHK BSプレミアム）
- AKBホラーナイト アドレナリンの夜 第23話「もうひとり、いる」（2015年12月23日、テレビ朝日）
- 声ガール! 第4話（2018年4月30日、朝日放送テレビ）
- 過保護な若旦那様の甘やかし婚（2024年5月24日 - 6月28日、MBS） - 杉山勝彦 役[9]

### 映画
- 瞬間少女（2013年） - 糸山剛史 役
- パズル（2014年） - 小松義寛 役
- レインツリーの国（2015年）
- honey（2018）- 遠野晋平 役
- 日本大学芸術学部映画学科 卒業制作「ふっかつのじゅもん」（2018年）[10]

### 舞台
- Stylish shine!! Vol.3「SNOW PRINCESS! 〜鏡の真実と7人の○○たち〜」（2012年12月5日 - 9日、全労済ホール）
- 『華ヤカ哉、我ガ一族 オペラカレイド』シリーズ（2013年 - 2014年） - 宮ノ杜博 役
  - 華ヤカ哉、我ガ一族 オペラカレイド（2013年4月23日 - 5月1日、星陵会館）
  - 華ヤカ哉、我ガ一族 オペラカレイド 再会（2013年8月3日 - 12日、星陵会館）
  - 華ヤカ哉、我ガ一族 オペラカレイド 狂宴（2014年12月12日 - 21日、星陵会館）
- 第2回園田英樹演劇祭「髪飾りのかたち」（2014年5月24日 - 6月1日、シアター風姿花伝）
- 四宮由佳プロデュース公演 Vol.2「花、走る!」（2014年8月19日 - 24日、サンモールスタジオ）
- Artist Japan NEXT公演 Vol.1「ハムレット」（2015年1月6日 - 11日、テアトルBONBON） - レアティーズ 役
- STORM LOVER 改!!〜波打ち際の王子SUMMER!〜（2015年5月23日 - 31日、CBGKシブゲキ!!） - 相馬隆志 役
- Asterism Vol.2「Judgment Day」（2016年4月8日 - 11日、シアター風姿花伝）
- あんさんぶるスターズ! オン ステージ〜Take your marks〜（2017年1月5日 - 15日、25日 - 29日） - 守沢千秋 役
  - あんさんぶるスターズ！オン・ステージ〜To the shining future〜（2018年1月19日 - 21日、梅田芸術劇場 シアター・ドラマシティ/1月25日 - 2月5日、シアター1010）- 守沢千秋 役[11]
  - あんさんぶるスターズ！エクストラ・ステージ ～Destruction × Road～（2019年8月22日 - 9月29日、梅田芸術劇場 / ステラボール / 銀河劇場）- 守沢千秋 役[12]
  - あんさんぶるスターズ！エクストラ・ステージ～Meteor Lights～（2021年4月-天王洲銀河劇場他）主演:守沢千秋役　[13]
  - あんさんぶるスターズ！THE STAGE』-Party Live-（2023年3月25日-3月26日、ぴあアリーナMM）守沢千秋 役 [14]
- Fate/Grand Order THE STAGE -神聖円卓領域 キャメロット-（2017年7月14日 - 7月17日、9月29日 - 10月8日、Zeppブルーシアター六本木） - 藤丸立香 役（岡田恋奈とWキャスト）[15]
- 白痴（2018年3月28日 - 4月、CBGKシブゲキ!!） - 仕立て屋 役
- 妖怪アパートの幽雅な日常（2019年1月11日 - 27日、紀伊國屋サザンシアター）- 龍さん 役[16]
- 西遊記〜千変万化〜（2019年4月25日 - 5月5日、俳優座劇場）- 主演・孫悟空 役[17]
- おおきく振りかぶって / おおきく振りかぶって 秋の大会編 ダブルヘッダー特別公演 (2020年2月14日 - 24日、サンシャイン劇場) -  秋丸恭平 役
- 知り難きこと陰の如く、 動くこと雷霆の如し。(2020年12月19日 - 28日、こくみん共済 coop ホール／スペース・ゼロ) - 陪審員6 ／ シュペーア　役
- 家庭教師ヒットマンREBORN! the STAGE - 入江正一 役 [18]
  - -episode of FUTURE- 前編（2021年7月16日 - 22日、天王洲 銀河劇場 / 8月6日 - 8日、サンケイホールブリーゼ）
  - -episode of FUTURE- 後編（2021年7月28日 - 8月1日、天王洲 銀河劇場）
- ドラマティック・レビュー「うたかたのオペラ」（2022年1月13日 - 23日、六行会ホール） - 武志 役[19]
- STRAYDOG Produce「幸せになるために」（2022年8月3日-7日、東京都「劇」小劇場 / 8月13日・14日、大阪HEP HALL）[20]
- ダブルブッキング-2023-（2023年7月13日(木)～7月23 日(日)、新宿シアタートップス／紀伊國屋ホール　※2劇場同時）-武田陽介役
- DisGOONie 饗宴『深海のカンパネルラ』（2023年8月17日～8月22日／RESTAURANT BAR DisGOONieS）作・演出：ほさかよう
- 舞台「ブルーロック」 - 千切豹馬 役
  - 舞台「ブルーロック」（2023年5月4日 - 7日、サンケイホールブリーゼ / 5月11日 - 14日、サンシャイン劇場）
  - 舞台「ブルーロック」2nd STAGE（2024年1月18日 - 21日、京都劇場 / 1月25日 - 31日、ヒューリックホール東京）[21]
  - 舞台「ブルーロック」3rd STAGE（2024年8月9日 - 12日、東大阪市文化創造館 Dream House 大ホール / 8月17日 - 25日、シアターH）[22]
  - 舞台「ブルーロック」4th STAGE（2025年5月15日 - 25日、THEATER MILANO-Za / 5月30日 - 6月1日、東大阪市文化創造館 Dream House 大ホール）[23]
  - 舞台「ブルーロック -EPISODE 凪-」（2025年11月20日 - 30日〈予定〉、東京ドームシティ シアターGロッソ）[24]
- 役替わり朗読劇「5years after」ver.11（2024年5月24日 - 26日、赤坂RED/THEATER）[25]
- 舞台「ぐらんぶる」（2024年11月13日 - 17日、Mixalive TOKYO Theater Mixa） - 主演・今村耕平 役（高本学とW主演）[26]

### CM
- コカ・コーラ
  - 「コーク&ミール2012」篇（2012年3月 - ）
  - 「夏を変えよう」篇（2015年6月 - ）

### ミュージック・ビデオ
- ELIXIA「Beautiful Euphoria」（2011年）
- ベッキー♪♯「MY FRIEND 〜ありがとう〜」（2012年）

### イベント
- JUNON BOY FESTIVAL 2010（2010年3月）
- ニコラ東京開放日 2013（2013年3月27日、TFTビル）
- 「お台場合衆国2013」今夜はアリエナイト　地球ファーストライブ（2013年7月26日、お台場ナビステージ）
- Ryo Saeki ～1st Birthday Fantour in Nagano～（2019年11月2日 - 3日）

### その他
- 千葉県教育委員会 道徳映像教材「青春のホイール」（2011年） - 主演・佐藤透 役
- 信学会「グリーンクラス」イメージモデル（2013年）
- トンボ学生服 スチールモデル（2014年）

## 書籍

### 雑誌
- nicola（2010年[4] - 2014年[5]、新潮社） - メンズモデル